# 彈鼓

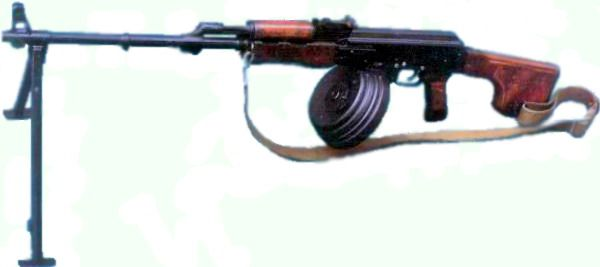
RPK的彈鼓

彈鼓（英文：Drum magazine）是一種圓型的供彈具，因為類似鼓而得名，於冲锋枪、步枪或机枪上較為常見。
彈鼓的設計較傳統的直排彈匣為複雜，運作時彈藥依靠旋轉的內部撥彈輪由內至外到達供彈口。彈鼓最大的優勢是在無須更換供彈具的情況下直接發射更多彈藥，在全自動武器上使用可具有更持續的連射火力。相對地，容納更多彈藥自然有比彈匣更大的重量和體積，彈簧力度亦更為強勁，部份彈鼓裝填彈藥時也需要專門附件，根據武器口徑的分別，彈鼓的內部設計也相對不同。
一般常見的彈鼓可分作兩種類型，歷史悠久的單室型及1980年代出現的雙室型，著名的世纪弹鼓（C-Mag彈鼓）就是雙室型的代表作，C-Mag是一種左右對稱排列的雙室型彈鼓，採用塑料制造，兩個彈室中間以彈匣適配器來連接，具有一百發彈藥容量，比金屬制造的單室型彈鼓更輕更緊湊。
彈鼓的一個缺點是一旦發生故障，需要較久的時間排除故障，使用上沒有彈链來得可靠。